# Porte Saint-Eustache
La porte Saint-Eustache est une voie située dans le 1er arrondissement de Paris, en France.

## Situation et accès
La porte Saint-Eustache comporte les tronçons suivants :
1. 1er tronçon : accès au niveau du sol à partir de la place René-Cassin, conduisant aux réalisations du Forum des Halles en sous-sol, sous le jardin des Halles.
2. 2e tronçon : galerie située au niveau -2 du secteur ouest des Halles à partir du 1er tronçon et reliant la place Carrée au niveau -3.

L’escalier de la porte Saint-Eustache (2e tronçon) menant à la place Carrée :  

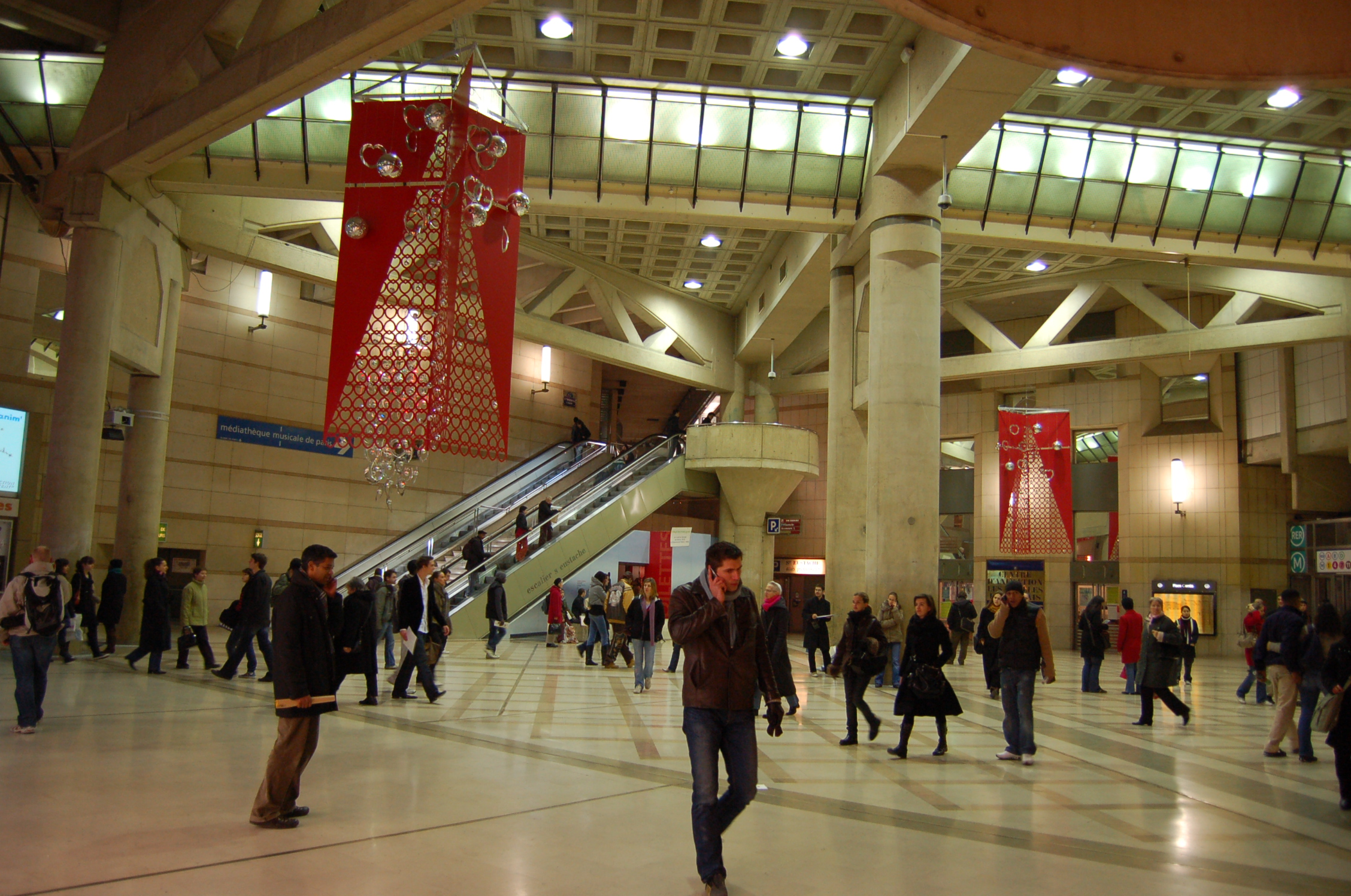
En 2007.
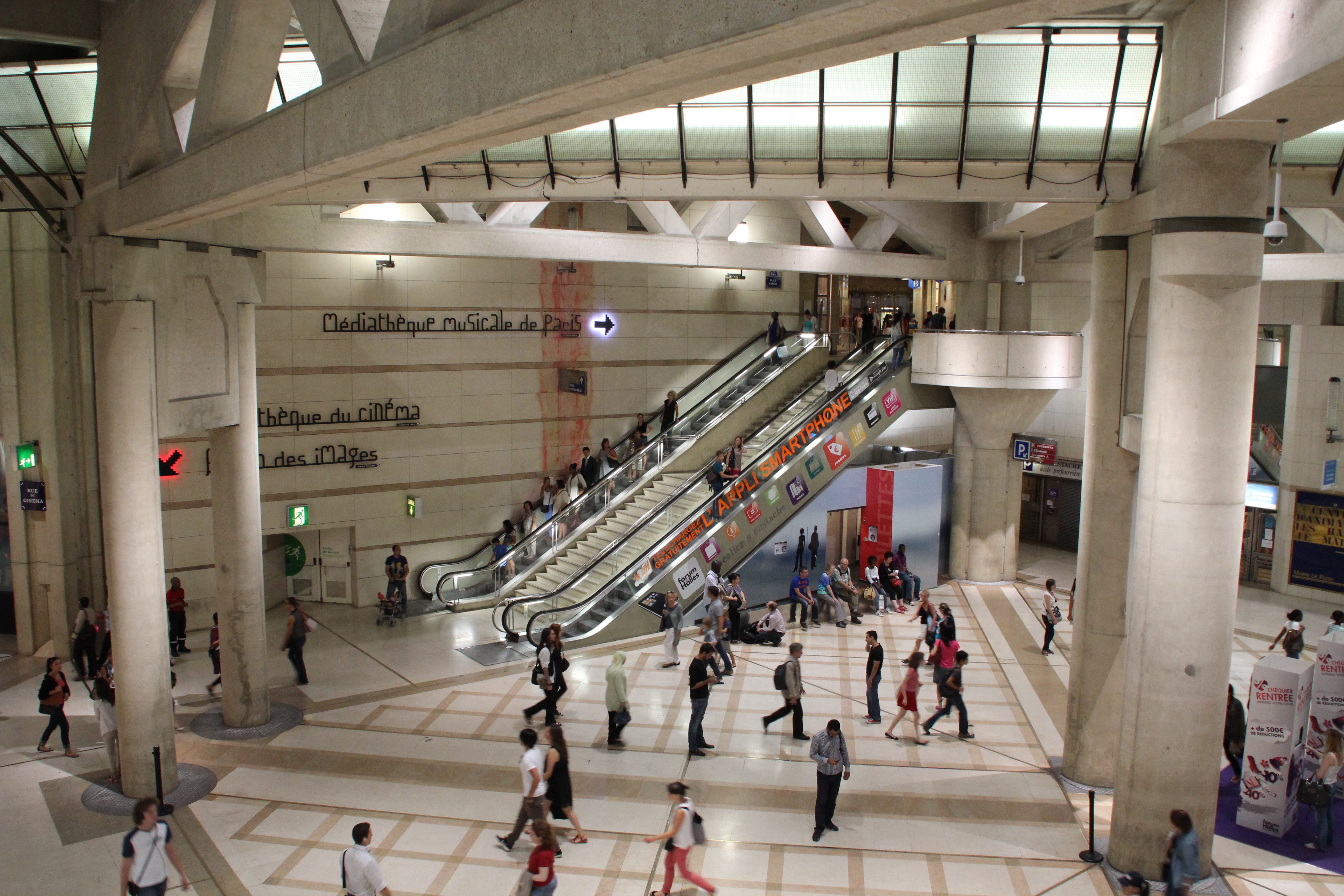
En 2012.

## Origine du nom
Elle tient son nom de l’église Saint-Eustache.

## Historique
Cet accès a été créé lors de l’aménagement du secteur Forum des Halles.
La porte Saint-Eustache a été dénommée par l’arrêté municipal du 26 août 1985. 

## Lieux particuliers
- Palier au niveau -1 du Forum des Halles : 
  - 17, porte Saint-Eustache : administration du Forum des images.
- Palier au niveau -2 du Forum des Halles : 
  - 5, porte Saint-Eustache : ancienne entrée de l’auditorium des Halles[1] aujourd’hui annexée par le Forum des images sous le nom de « salle 500 » (en référence au nombre approximatif de places).
  - 8, porte Saint-Eustache : entrée pour le public de la Médiathèque musicale de Paris.
  - 18, porte Saint-Eustache : entrée technique de la Médiathèque musicale de Paris.